# Nordholz (Wurster Nordseeküste)
Nordholz è una frazione del comune tedesco di Wurster Nordseeküste, nella Bassa Sassonia.

## Storia
Il 1º gennaio 2015 il comune di Nordholz venne fuso con i sette comuni della Samtgemeinde Land Wursten (Cappel, Dorum, Midlum, Misselwarden, Mulsum, Padingbüttel e Wremen), formando il nuovo comune di Wurster Nordseeküste.